# أريانا أوستن ماكونين
أميرة إثيوبيا أريانا أوستن ماكونين (قبل الزواج: أريانا جوي لاليتا أوستن ، ولدت في 6 يناير 1984) كاتبة أمريكية ومديرة فنون وفاعلة خير، هي عضو في العائلة الإمبراطورية الإثيوبية من خلال زواجها من الأمير جويل داويت ماكونين ، حفيد الإمبراطور هيلا سيلاسي الأول.
وهي مؤسسة مهرجان الفنون المسائيةوالوكالة الإبداعية الفرنسية توماس. في عام 2018 ، أطلقت هي وزوجها شركة العالم القديم / العالم الجديد للإنتاج ، وهي شركة إعلامية تنتج محتوى يركز على الشتات الأفريقي.